# Elecciones presidenciales de Estados Unidos de 1940
Las elecciones presidenciales de Estados Unidos de 1940 tuvieron lugar el martes 5 de noviembre del mencionado año, siendo la trigésimo novena elección presidencial cuadrienal desde la independencia del país, así como la tercera del período histórico conocido como Quinto Sistema de Partidos. El Colegio Electoral a cargo de elegir al presidente y al vicepresidente estaba compuesto por 531 miembros, necesitándose el voto de 266 electores para ganar las elecciones.
Las elecciones se disputaron a la sombra de la Segunda Guerra Mundial en Europa, ya que Estados Unidos estaba saliendo de la Gran Depresión. Se esperaba que Franklin D. Roosevelt, del Partido Demócrata y gobernante desde 1933, se retirara del cargo después de su segundo mandato, como era una costumbre (mas no una normativa constitucional) desde el retiro voluntario de George Washington en 1796. Sin embargo, el empeoramiento de la situación en Europa llevó a Roosevelt, hasta entonces renuente, a postularse a un inédito tercer mandato consecutivo. Su tercera candidatura desató una dura crisis interna en el Partido Demócrata y motivó desafíos serios por parte de funcionarios destacados de su administración que aspiraban a la nominación: el vicepresidente John Nance Garner y el director general de Correos James Farley. Sin embargo, Roosevelt prevaleció con éxito y obtuvo fácilmente la candidatura, postulando a Henry A. Wallace, su hasta entonces secretario de Agricultura como nuevo compañero de fórmula. El opositor Partido Republicano presentó a Wendell Willkie, un empresario casi totalmente desconocido para la opinión pública, como su candidato presidencial; y a Charles L. McNary como candidato a vicepresidente. La elección fue casi puramente bipartidista, a diferencia de las anteriores, en las que hubo al menos un tercer candidato destacable.
Consciente de la opinión mayoritariamente aislacionista y no intervencionista de la población estadounidense, Roosevelt prometió que no se involucraría en guerras extranjeras si fuera reelegido. Willkie, que no se había postulado previamente para ningún cargo público, realizó una campaña enérgica que le ganó numerosos apoyos en el último tramo de la campaña, que centró en criticar el despilfarro público y la ineficiencia del New Deal, advirtió sobre los peligros de romper la tradición de los dos mandatos, y acusó a Roosevelt de planear en secreto llevar al país a la Segunda Guerra Mundial. Sin embargo, Roosevelt todavía era popular, existía la noción de que era necesario preservar al mismo liderazgo de cara a la situación internacional, y además Willkie corrió con la desventaja de su origen empresarial, pues muchos votantes de la clase trabajadora todavía percibían a los grandes empresarios y al Partido Republicano como principales responsables del inicio de la Gran Depresión. Consiguió, no obstante, recuperar notorios apoyos para los republicanos en el Medio Oeste y en el Nordeste, tradicionales bastiones del partido que habían abandonado a los republicanos para apoyar Roosevelt en elecciones recientes. Sin embargo, la administración aún tenía el apoyo clave de los sindicatos, las maquinarias políticas urbanas, los votantes de las minorías étnicas y los blancos del Sur.
Roosevelt se mantuvo en alza en todas las encuestas preelectorales y obtuvo una amplia victoria con el 54,74% del voto popular y 449 electores, imponiéndose en treinta y ocho de los cuarenta y ocho estados. Willkie, sin embargo, superó las expectativas al ganar en diez estados y obtener el 44,78% de los votos y los 82 electores restantes. Los terceros partidos reunieron solo el 0,48% de los votos, y la participación rondó el 62,50% del electorado registrado. Con este resultado, Roosevelt obtuvo un tercer mandato, hasta ahora el único presidente en lograrlo (tanto consecutiva como en alternancia), y el segundo en buscarlo (el primero fue el republicano y posteriormente progresista Theodore Roosevelt, su primo en quinto grado en 1912). A pesar de la victoria, Roosevelt no obtuvo un resultado tan decisivo como en las anteriores elecciones, y un sondeo realizado por la encuestadora Gallup determinó que, de no haber habido guerra en Europa, los votantes habrían preferido a Willkie sobre Roosevelt.
A pesar de las promesas de Roosevelt, finalmente el ataque del Imperio del Japón a Pearl Harbor el 7 de diciembre de 1941 provocó la entrada de los Estados Unidos en la Guerra Mundial, lo que conduciría a una nueva reelección para el presidente en ejercicio antes de su muerte en 1945.

## Antecedentes
Las elecciones de 1936 dieron un rotundo triunfo al oficialista Partido Demócrata, del presidente Franklin D. Roosevelt, imponiéndose en cuarenta y seis de los cuarenta y ocho estados, reteniendo la presidencia con 523 de los 531 miembros del Colegio Electoral y con la Coalición del Nuevo Acuerdo (New Deal Coalition) que apoyaba las políticas económicas del presidente, teniendo el control de más de tres cuartos de los escaños en ambas cámaras del Congreso (la Cámara de Representantes y el Senado). La sorprendente derrota de Alf Landon, candidato del Partido Republicano condujeron a varios expertos políticos a pronosticar su futura extinción como partido político, visto por muchos como la principal fuerza responsable de la Gran Depresión de 1929. Sin embargo, los apoyos al gobierno demócrata comenzaron a flaquear a partir de 1937 con una sorpresiva recesión económica. Durante la misma, el desempleo se disparó en todo el país, socavando la legitimidad de las afirmaciones del partido de que su administración había puesto fin a la crisis. Además, el liderazgo autocrático de Roosevelt sobre el partido y su intervención en los comicios primarios para la elección de candidatos a representantes y senadores en las elecciones de medio término de 1938 hicieron enojar a varios demócratas conservadores. La complicada situación económica, política y partidaria para el presidente condujo a un notorio declive en los comicios a la Cámara de Representantes. Los demócratas perdieron 72 escaños obtenidos en los anteriores comicios y la diferencia porcentual entre ambos partidos fue extremadamente corta, de un 1,21% del total (48,72% contra 47,51%). Si bien conservó la mayoría, el Partido Demócrata fue contundentemente derrotado en el norte del país, donde el Partido Republicano experimentó un notorio retorno a su tradicional fortaleza, y el Sur (duramente demócrata pero en general ambivalente con respecto a Roosevelt) se convirtió de nuevo en el principal fuente de votos y escaños del partido, debilitando la posición de la administración.
La Constitución de los Estados Unidos no preveía entonces ningún límite de mandatos para el presidente, pudiendo este en teoría ser reelegido indefinidamente. Sin embargo, la idea de una permanencia en el poder prolongada siempre había sido recibida con un fuerte rechazo público y político. Al momento de la promulgación de la carta magna, la falta de un límite específico de mandatos para varios cargos (en especial la presidencia y el Senado) fue una omisión particularmente criticada por figuras como Thomas Jefferson, Richard Henry Lee y George Mason. Lee se refirió a la ausencia de límites constitucionales para las candidaturas presidenciales y senatoriales como «la característica más alta y peligrosamente oligárquica» de la constitución. Mason afirmó que «nada es tan esencial para la preservación de un gobierno republicano como una rotación periódica». La historiadora Mercy Otis Warren declaró en su momento que «no existe una disposición para una rotación, ni nada para evitar la perpetuidad del cargo en las mismas manos de por vida; lo que probablemente se hará con algunos oportunos sobornos». La mayoría de la opinión pública y política estadounidense se mantuvo contraria a la idea de que un presidente pudiera ejercer el cargo indefinidamente. Tanto el primer presidente, George Washington (1789-1797), como Thomas Jefferson (1801-1809), se retiraron voluntariamente después de haber ejercido dos mandatos en la presidencia. Jefferson emitió muchas declaraciones contrarias a la reelección indefinida que convirtieron su retiro en la inauguración de una tradición política que se prolongaría por más de un siglo. A pesar de la ausencia de un límite formal, todos los presidentes que ejercieron un segundo mandato (consecutivo o no consecutivo) se retiraron después de cumplir el segundo. La tradición fue cuestionada por Ulysses Grant en 1880, y por Theodore Roosevelt en 1912, pero hasta entonces nunca se había llevado a cabo un esfuerzo importante por evadirla. En total, ocho presidentes cumplieron dos mandatos y rechazaron buscar un tercero, y tres presidentes cumplieron unos solo y rechazaron la reelección.
El Partido Republicano había comenzado, desde antes de los comicios de medio término de 1938, un proceso de renovación política, con el alejamiento de figuras relacionadas con los «felices años veinte» (época previa a la Gran Depresión), y la llegada de nuevos candidatos que revitalizaron al partido. Sus avances legislativos dejaron a la formación sumamente posicionada de cara a los inminentes comicios presidenciales, poniendo fin a las afirmaciones sobre su supuesta extinción. En septiembre de 1939, sin embargo, el estallido de la Segunda Guerra Mundial hizo pasar la situación económica a un sorpresivo segundo plano en la opinión pública estadounidense, que se polarizó en torno a la entrada o no entrada en el conflicto.

## Candidaturas

### Partido Demócrata
|                                              |                                       |
| Candidatura del Partido Demócrata de 1940    |                                       |
| Franklin D. Roosevelt                        | Henry A. Wallace                      |
| para presidente                              | para vicepresidente                   |
|                                              |                                       |
| Presidente de los Estados Unidos (1933-1941) | Secretario de Agricultura (1933-1940) |

A lo largo del invierno, la primavera y el verano de 1940, se especuló mucho si Roosevelt rompería con la larga tradición y se postularía para un tercer mandato. Los dos únicos precedentes de presidentes que hubieran buscado un tercer mandato habían fracasado: Ulysses Grant no logró obtener la nominación republicana en 1880, y Theodore Roosevelt fue derrotado (aunque quedó en segundo puesto) por la división del voto republicano luego de perder la nominación y presentarse por el Partido Progresista en 1912. Roosevelt se mostró muy discreto durante el período previo a la Convención Nacional Demócrata, se negó a dar una declaración definitiva sobre su voluntad de ser candidato nuevamente, e incluso llegó a insinuar a varios demócratas prominentes, como James Farley, que no se postularía para un tercer mandato y que podrían buscar la nominación del partido si lo deseaban. Sin embargo, cuando la Alemania nazi se extendió por Europa Occidental y amenazó al Reino Unido en el verano de 1940, Roosevelt decidió que solo él tenía la experiencia y las habilidades necesarias para mantener al país a salvo de la amenaza nazi. Los jefes políticos del partido aceptaron ayudarlo a obtener la nominación, creyendo que solo Roosevelt podía derrotar a los republicanos cada vez más recuperados en torno a la figura de Willkie.
En la Convención Nacional Demócrata de julio de 1940, que tuvo lugar en Chicago, Roosevelt superó fácilmente los desafíos de Farley y John Nance Garner, su vicepresidente. Garner era un conservador de Texas que se había vuelto contra Roosevelt en su segundo mandato debido a sus políticas económicas y sociales liberales. Como resultado, Roosevelt decidió elegir un nuevo compañero de fórmula, Henry A. Wallace de Iowa, su Secretario de Agricultura y un liberal abierto. Muchos conservadores del partido se opusieron enérgicamente a esa elección, quienes sintieron que Wallace era demasiado radical y «excéntrico» en su vida privada para ser un compañero de fórmula eficaz (practicaba las creencias espirituales de la Nueva Era, y a menudo consultaba con el controvertido gurú espiritual ruso Nicholas Roerich) Pero Roosevelt insistió en que sin Wallace en el boleto rechazaría buscar la reelección, y cuando la primera dama Eleanor Roosevelt viajó a Chicago para responder por Wallace, ganó la nominación vicepresidencial con 626 votos contra 329 de la candidatura del presidente de la Cámara de Representantes, William B. Bankhead de Alabama.

### Partido Republicano
|                                                   |                                |
| Candidatura del Partido Republicano de 1940       |                                |
| Wendell Willkie                                   | Charles L. McNary              |
| para presidente                                   | para vicepresidente            |
|                                                   |                                |
| Presidente de Commonwealth & Southern (1933-1940) | Senador por Oregón (1917-1944) |
|                                                   |                                |

En los meses previos a la apertura de la Convención Nacional Republicana de 1940 en Filadelfia, Pensilvania, el Partido Republicano estaba profundamente dividido entre los aislacionistas del partido, que querían mantenerse fuera de la Segunda Guerra Mundial a toda costa, y los intervencionistas del partido, que sentían que el Reino Unido debía recibir toda la ayuda posible antes de la guerra para evitar que la Alemania nazi conquistara toda Europa. Los tres candidatos principales para la nominación republicana: el senador Robert A. Taft de Ohio, el senador Arthur H. Vandenberg de Michigan y el fiscal de distrito Thomas E. Dewey de Nueva York, eran todos aislacionistas en diversos grados.
Taft era el líder del ala conservadora y aislacionista del Partido Republicano, y su principal fortaleza estaba en su Medio Oeste natal y partes del Sur. Dewey, el fiscal de distrito de Manhattan, había alcanzado fama nacional como el fiscal «Gangbuster» (en español: "Destructor de pandillas") que había enviado a prisión a numerosas figuras infames de la mafia, especialmente Lucky Luciano, el jefe del crimen organizado de la ciudad de Nueva York. Dewey había ganado la mayoría de las primarias presidenciales en la primavera de 1940, y entró en la Convención Republicana en junio con el mayor número de votos de delegados, aunque todavía estaba muy por debajo del número necesario para ganar. Vandenberg, un republicano de alto rango en el Senado, había dominado las primarias en Michigan y se lo consideraba un posible candidato de consenso si Taft o Dewey fallaban. También se habló del expresidente Herbert Hoover (1929-1933) como candidato de consenso.
Sin embargo, cada uno de estos candidatos tenía debilidades que podrían ser explotadas. El franco aislacionismo y la oposición de Taft a cualquier participación estadounidense en la guerra europea convenció a muchos líderes republicanos de que no podía ganar una elección general, particularmente cuando Francia cayó ante los nazis en mayo de 1940 y Alemania amenazó al Reino Unido. La relativa juventud de Dewey (tenía solo 38 años en 1940) y la falta de experiencia en política exterior hizo que su candidatura se debilitara cuando la Wehrmacht surgió como una amenaza temible. En 1940, Vandenberg también era un aislacionista (cambiaría su postura de política exterior a medida que la guerra avanzó) y su campaña desganada y letárgica nunca llamó la atención de los votantes. Aunque para entonces su reputación se había recuperado bastante ante el desgaste de Roosevelt y la pérdida de credibilidad del discurso demócrata en su contra, muchos votantes todavía culpaban a Hoover por los fracasos de su presidencia durante la Gran Depresión, lo que anuló sus posibilidades de emerger como candidato de consenso.
Un industrial con sede en Wall Street llamado Wendell Willkie, que nunca antes se había postulado para un cargo público, surgió como un candidato poco probable. Willkie, originario de Indiana y exdemócrata que había apoyado a Franklin Roosevelt en las elecciones presidenciales de 1932, parecía tener muy pocas posibilidades de ser candidato. Había llamado la atención pública por primera vez como crítico articulado del intento de Roosevelt de romper los monopolios de la energía eléctrica. Willkie fue el CEO de Commonwealth & Southern Corporation, que proporcionó energía eléctrica a clientes en once estados. En 1933, el presidente Roosevelt había creado la Autoridad del Valle de Tennessee (TVA), que prometía proporcionar control de inundaciones y electricidad barata a las personas empobrecidas del Valle de Tennessee. Sin embargo, la TVA administrada por el gobierno competiría con Commonwealth & Southern, y esto llevó a Willkie a criticar y oponerse al intento de TVA de competir con compañías eléctricas privadas. Willkie argumentó que el gobierno tenía ventajas injustas sobre las corporaciones privadas y, por lo tanto, debería evitar competir directamente contra ellas.
Sin embargo, Willkie no descartó todos los programas de bienestar social de Roosevelt, de hecho, apoyó a aquellos en los que creía que un sistema de libre mercado no podía manejar mejor que el estado. Además, a diferencia de los principales candidatos republicanos, Willkie fue un defensor contundente y abierto de la ayuda a los Aliados de la Segunda Guerra Mundial, especialmente el Reino Unido. Su apoyo a dar toda la ayuda a los británicos "sin declarar la guerra" le valió el apoyo de muchos republicanos en la Costa Este, que no estaban de acuerdo con los líderes aislacionistas de su partido en el Congreso. Los argumentos persuasivos de Willkie impresionaron a estos republicanos, que creían que sería un candidato presidencial atractivo. Muchos de los principales magnates de la prensa de la época, como Ogden Reid del New York Herald Tribune, Roy Howard de la cadena de periódicos Scripps-Howard y Joh y Gardner Cowles, Jr., editores de Minneapolis Star y Minneapolis Tribune, también como de la revista The Des Moines Register y Look, apoyaron a Willkie en sus periódicos y revistas. Aun así, se consideró que Willkie sería un "candidato a largo plazo", y sus posibilidades de obtener la nominación en 1940 se veían remotas: una encuesta de Gallup del 8 de mayo de 1940 mostraba que un 67% de los republicanos apoyaban a Dewey como candidato, seguido de Vandenberg y Taft, con Willkie en el último lugar con el 3%.

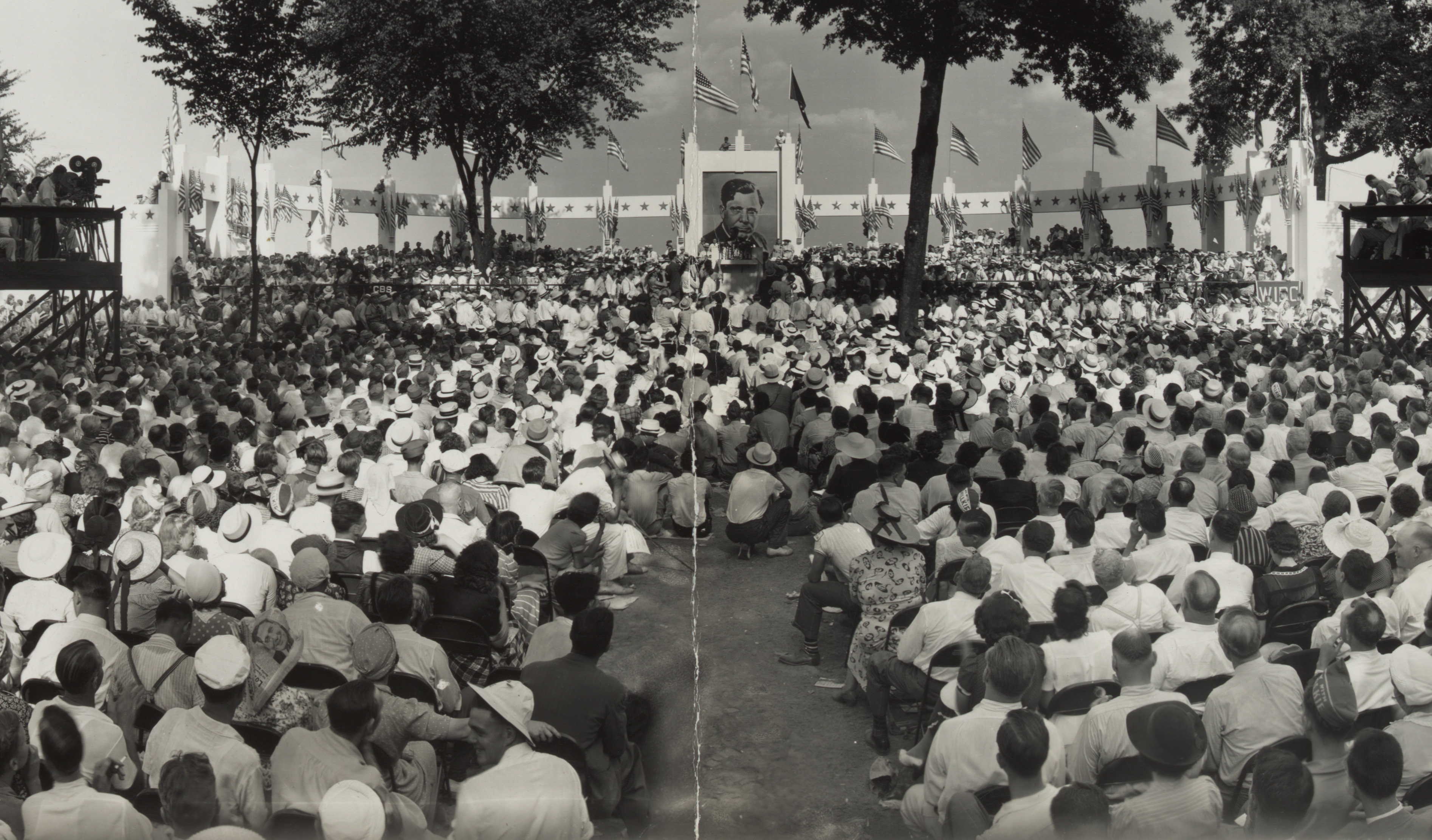
Willkie acepta formalmente la nominación republicana, el 17 de agosto de 1940.

La rápida campaña de Blitzkrieg del ejército alemán en Francia en mayo de 1940 conmocionó a la opinión pública estadounidense, incluso cuando Taft le decía a una audiencia de Kansas que Estados Unidos necesitaba concentrarse en los asuntos internos para evitar que Roosevelt usara la crisis de guerra para extender el socialismo dentro del país. Tanto Dewey como Vandenberg también continuaron oponiéndose a cualquier ayuda al Reino Unido que pudiera conducir a la guerra con la Alemania nazi. Sin embargo, la simpatía por los británicos en conflicto aumentaba a diario, y esto ayudó a la candidatura de Willkie. A mediados de junio, poco más de una semana antes de la apertura de la Convención Republicana, la encuesta de Gallup informó que Willkie había pasado al segundo lugar con el 17%, y que Dewey estaba cayendo al 52%. Impulsado por su favorable atención mediática, las declaraciones probritánicas de Willkie se ganaron a muchos de los delegados. Cuando los delegados llegaban a Filadelfia, Gallup informó que Willkie había aumentado al 29%, Dewey había bajado cinco puntos más al 47%, y Taft, Vandenberg y Hoover cayeron al 8%, 8% y 6% respectivamente.
La Convención Republicana de 1940 fue la primera convención nacional del partido transmitida en vivo por televisión, y fue vista en tres ciudades en "estaciones pioneras". Fue transmitido en Nueva York por NBC en W2XBS (ahora WNBC), en Filadelfia por W2XE (ahora KYW-TV) y en Schenectady en W2XB (ahora WRGB). La convención también se mostró en las pantallas de televisión en la sala de exposiciones del Museo Comercial de Filadelfia, al lado del Salón de Convenciones, para multitudes "desbordadas". Los periódicos locales predijeron que dos mil personas verían la convención desde el museo, y las estimaciones alcanzan hasta un total de seis mil televidentes en las tres ciudades.
Llegaron cientos de miles, tal vez hasta un millón, de telegramas a los delegados pidiendo su apoyo a Willkie, muchos de "Willkie Clubs" que habían surgido en todo el país. Millones de peticiones firmadas más circulan por todas partes. En la misma Convención Nacional Republicana de 1940, el orador principal Harold Stassen, el gobernador de Minnesota, anunció su apoyo a Willkie y se convirtió en su gerente oficial de campaña. Cientos de seguidores vocales de Willkie llenaron las galerías superiores del salón de convenciones. El estatus de aficionado de Willkie y su cara fresca apelaron tanto a los delegados como a los votantes. La mayoría de las delegaciones fueron seleccionadas no por las primarias, sino por los líderes del partido en cada estado, y tenían un agudo sentido del pulso cambiante de la opinión pública. Gallup encontró lo mismo en los datos de las encuestas que no se informaron hasta después de la convención: Willkie había avanzado entre los votantes republicanos a un 44% desde solo un 29% por el colapso de Dewey. Durante la convención, las galerías con partidarios del precandidato coreaban «¡Queremos a Willkie!» cuando comenzó la votación.
Dewey obtuvo la primera minoría en la primera votación con 360 de los 1000 votos que se emitieron (36%), muy lejos de lo requerido para ser proclamado candidato. Taft logró obtener el segundo puesto con 189 votos (18,90%). Willkie superó las expectativas con 105 votos (10,50%) y relegó a Vandenberg a un lejano cuarto puesto con 76 votos (7,60%). Hoover logró solo 17 votos (1,70%), y se ubicó en noveno puesto detrás de otros varios candidatos. Se llegó hasta cinco rondas de votaciones, en las cuales Dewey fue perdiendo fuerza en favor de Willkie. En la cuarta y quinta votación, Willkie se convirtió en el candidato más votado, sin obtener el suficiente para resultar proclamado. Finalmente, para la sexta votación, obtuvo 655 votos (65,50%), y resultó proclamado candidato. La nominación de Willkie sigue siendo considerada por varios historiadores como uno de los momentos más dramáticos en cualquier convención política. Habiendo pensado poco a quién seleccionaría como su candidato a la vicepresidencia, Willkie dejó la decisión al presidente de la convención y al representante de Massachusetts Joseph Martin, el Líder de la Minoría de la Cámara, quien sugirió al Líder de la Minoría del Senado Charles L. McNary de Oregón. A pesar del hecho de que McNary había encabezado una campaña "Stop Willkie" ("Detén a Willkie") al final de la votación, la convención lo eligió para ser el compañero de fórmula de Willkie. Antes de partir de Filadelfia, Willkie fue al Centro Cívico para comparecer ante los delegados que lo habían elegido, convirtiéndose en el primer candidato republicano en hablar en la convención después de obtener su respaldo. Durante su discurso allí, declaró: «La democracia y nuestra forma de vida se enfrentan a la prueba más crucial que jamás haya enfrentado en toda su larga historia; y aquí no somos republicanos, sino estadounidenses, para dedicarnos al estilo de vida democrático en los Estados Unidos porque aquí se encuentra el último punto de libertad firme e intacto en todo el mundo». Con su discurso emuló a Roosevelt, que en 1932 se había convertido en el primer candidato demócrata en hablar durante la convención que lo respaldó en 1932.

### Otros partidos
El plano de los partidos fuera del bipartidismo fue extremadamente marginal, y en gran medida los partidos reeditaron sus fórmulas anteriores. Norman Thomas repitió por tercera vez como candidato del Partido Socialista de América (SPA), con Maynard C. Krueger de Illinois como compañero de fórmula. Roger W. Babson fue el candidato del Partido de la Prohibición (PRO), cada vez más minoritario, y su candidato a vicepresidente fue Edgar Moorman. El Partido Comunista de los Estados Unidos de América (CPUSA) presentó a Earl Browder nuevamente, con James Ford para la vicepresidencia. John W. Aiken fue nuevamente candidato del Partido Socialista Laborista de América (SLP). El hecho de que los dos candidatos presidenciales de los principales partidos favorecieran la intervención frustraba a los aislacionistas, que consideraban cortejar a Charles Lindbergh como candidato de un tercero. Esto, sin embargo, no se dio.

## Campaña

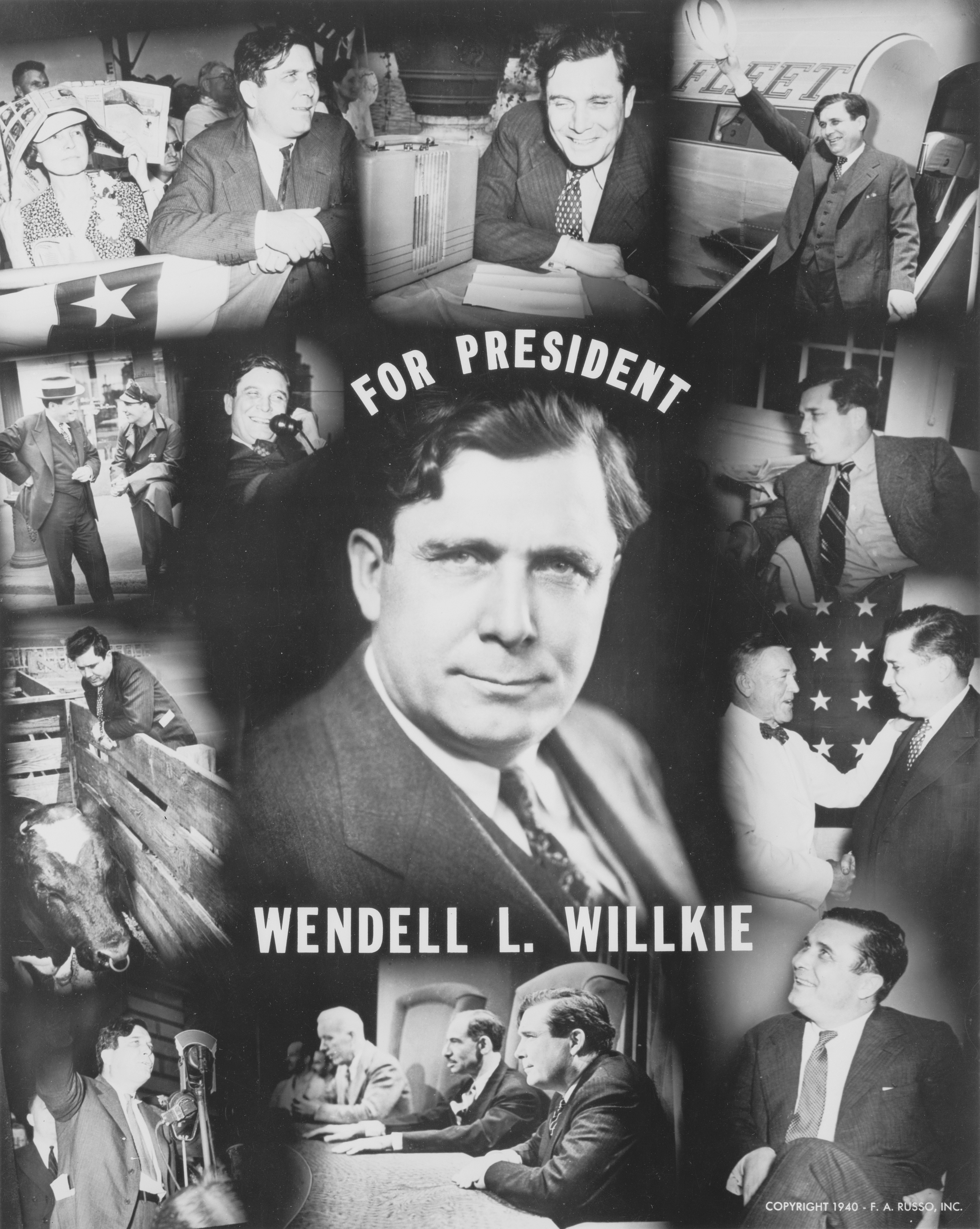
Cartel de campaña de Willkie.

La victoria de Willkie en la contienda por la nominación republicana conmocionó al Partido Demócrata y al propio Roosevelt, que esperaba enfrentarse a un candidato conservador y aislacionista impopular. Roosevelt prometió no hacer una campaña muy activa, en gran medida debido a que una confrontación abierta podía disparar la intención de voto de Willkie, aunque su argumento fue que la situación internacional no lo permitía, dejando este trabajo a sus partidarios. Se mostró preocupado cuando las encuestas preelectorales mostraron que su diferencia con su oponente, a diferencia de las anteriores elecciones, no superaba los siete puntos, y supo desde el primer momento que la contienda sería más difícil que sus dos anteriores victorias abrumadoras ante Hoover y Landon. Dado que ambos candidatos mostraban una actitud contraria a la entrada directa de Estados Unidos en el conflicto, pero favorable a ayudar externamente a los aliados, Roosevelt sintió que la nominación de Willkie eliminaría el tema de la guerra de la campaña.
Willkie aceptó formalmente la nominación en Elwood el 17 de agosto ante una multitud de al menos 150.000 personas, la reunión política más grande en la historia de los Estados Unidos hasta ese momento. Era un día extremadamente caluroso, y Willkie, que intentó leer su discurso de un manuscrito mecanografiado sin ampliación, no logró encender a la multitud. Permaneció en Rushville, donde era propietario de tierras de cultivo, durante el mes siguiente, tratando de asociarse más con su estado natal que con Wall Street. Dio entrevistas a reporteros allí, y su firme apoyo a la ayuda de Roosevelt a los Aliados llevó al congresista Martin y al senador McNary a apoyar un borrador en tiempos de paz a pesar de las objeciones estridentes de muchos republicanos y algunos demócratas. Roosevelt contactó a Willkie a través de intermediarios para asegurarse de que el candidato republicano no hiciera un problema político con el Acuerdo de destructores por bases; Willkie apoyó la transferencia, aunque sintió que el Congreso debería ser quien actuara al respecto, y se opuso a que Roosevelt enviara armamentos a Gran Bretaña por orden ejecutiva.
Tal y como Roosevelt esperaba, los conservadores y aislacionistas tenían poco entusiasmo por la campaña de Willkie. Del mismo modo, sin embargo, los moderados querían ver posiciones más fuertes en temas progresistas y política exterior por parte de ambos candidatos, que se moderaron mucho en sus expresiones. El editor Henry Luce denunció tanto a Roosevelt como a Willkie por no ser honestos con el pueblo estadounidense, afirmando: "Estados Unidos nunca estará lista para ninguna guerra hasta que decida que habrá una guerra". A pesar de su promesa de no hacer campaña, Roosevelt realizó visitas de inspección a instalaciones militares, bien cubiertas por la prensa. El presidente no mencionó a Willkie por su nombre, buscando evitar darle publicidad. Según Susan Dunn en su libro en la campaña de 1940, esto obligó a Willkie a "luchar contra un oponente fantasma y llevar a cabo un debate partidista unilateral [...] Incluso en los discursos de Willkie, Roosevelt ocupó el centro del escenario". Willkie prometió mantener intactos los programas de bienestar social del Nuevo Acuerdo (New Deal), expandir el Seguro Social y proporcionar pleno empleo, proclamando: «prometo un Nuevo Mundo».

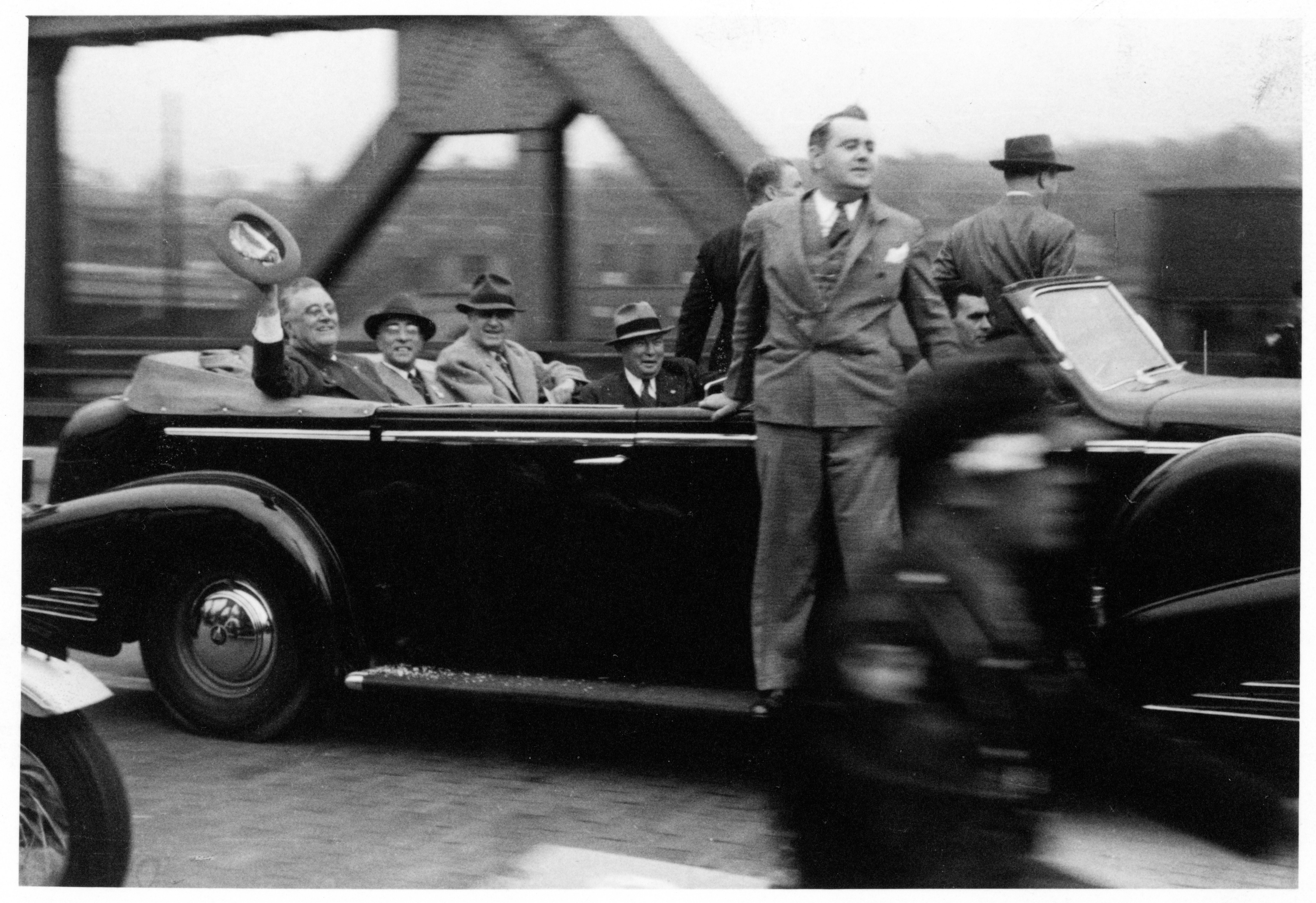
Roosevelt durante un recorrido de campaña.

Willkie inició una gira proselitista en tren por casi todo el país el 12 de septiembre, y entre entonces y el 2 de noviembre, llegó a recorrer treinta y uno de los cuarenta y ocho estados. Aunque no visitó el Sólido Sur, ofreció un discurso en Texas, con la esperanza de atraer votantes y ganar dicho estado tal y como lo hiciera Hoover en 1928, la última victoria republicana. Pese a sus escasas posibilidades, Willkie visitó a menudo zonas empobrecidas donde Roosevelt era sumamente popular. En aquellos sitios, los republicanos eran considerados principales responsables de la Gran Depresión, y la figura de Willkie en particular era asociada a las «grandes empresas» distanciadas de la clase trabajadora. Con frecuencia fue blanco de abucheos durante sus visitas a estos lugares, se le arrojaron frutas y objetos contundentes, o se alzaron pancartas en favor de Roosevelt durante sus discursos. El candidato evitó inmutarse ante estas agresiones, lo que le granjeó crecientes apoyos de la clase media.
Las encuestas publicadas el 6 de octubre mostraron a Roosevelt muy por encima de Willkie, y este comenzó a agitar el aislacionismo, acusando a Roosevelt de ser belicista. Muchos de los discursos de Willkie hasta ese momento habían sido sobre asuntos internos, pero sus asesores le habían informado que la guerra era el tema que realmente les importaba a los votantes. Willkie comenzó a argumentar que Roosevelt no mantendría a Estados Unidos fuera de la guerra, mientras que él lo haría. Se le dio espacio para hacer este argumento por el creciente éxito del Reino Unido en la Batalla de Inglaterra, que dejó en claro que una invasión alemana no era inminente. Las encuestas mostraron que los votantes respondieron positivamente a esta nueva táctica, y Willkie siguió este curso durante el resto de la campaña, acusando a Roosevelt de buscar llevar a la nación a la guerra sin preparación para librarla. Roosevelt reaccionó programando cinco discursos para los últimos días, en los que propuso refutar las "falsificaciones" de Willkie. Durante estos, declaró: «Lo he dicho antes, pero lo diré una vez más. Sus hijos no serán enviados a ninguna guerra extranjera».
Willkie criticó principalmente el intento de Roosevelt de romper la tradición presidencial de dos períodos, argumentando que "si un hombre es indispensable, ninguno de nosotros es libre". Incluso algunos demócratas que habían apoyado a Roosevelt en el pasado desaprobaron su intento de ganar un tercer mandato, y Willkie esperaba ganar sus votos. Sin embargo, con frecuencia el candidato tendía a realizar comentarios improvisados, que no siempre generaban un efecto positivo. Durante un discurso al dirigirse a los trabajadores del acero, se comprometió a nombrar un nuevo Secretario de Trabajo, afirmando «que tampoco será una mujer», en clara referencia a Frances Perkins, la única mujer en el gabinete presidencial y la primera en la historia de los Estados Unidos. Tales frases no mejoraron su posición ante el público estadounidense.

## Encuestas de opinión
La encuesta de Gallup predijo con precisión el resultado de las elecciones. Sin embargo, el Instituto Americano de Opinión Pública, responsable de la Encuesta Gallup, evitó predecir el resultado, citando un margen de error del cuatro por ciento. La Encuesta Gallup también descubrió que, de no haber una guerra en Europa, la mayoría de los votantes habrían votado por Willkie.

## Interferencia extranjera
La totalidad de la campaña electoral tuvo lugar durante la secuencia inicial de la Segunda Guerra Mundial, con la Alemania nazi extendiendo su invasión por casi toda Europa Occidental. Para el momento de los comicios, el Reino Unido estaba luchando prácticamente en soledad contra Alemania y se preveía una posible invasión sobre la isla. Tanto el gobierno británico encabezado por el primer ministro Winston Churchill como el régimen nazi de Adolf Hitler suponían que solo la intervención estadounidense podría generar un cambio drástico en el curso de la guerra en favor del bando británico. Existe en la actualidad numerosa evidencia histórica que comprueba una injerencia tanto por parte del gobierno británico como del gobierno alemán en la campaña electoral, en un intento de inclinar las posiciones en favor del bando intervencionista y del bando aislacionista. Aunque el gobierno británico confiaba en la figura de Roosevelt y esperaba que ganara, influyó decisivamente por medio de la difusión de encuestas alteradas y noticias falsas en favor de Willkie en la Convención Nacional Republicana, con el objetivo de que una hipotética victoria del oponente del presidente en ejercicio no supusiera un retroceso en la posible intervención estadounidense. El bando alemán, por otro lado, financió grupos de supremacistas blancos y fascistas dentro del país que promovían la política de América First (América Primero), esgrimida ya durante la anterior contienda internacional.

## Resultados

### Elección general

Resultados por condado, sombreados según el porcentaje de votos del candidato ganador.

Roosevelt lideró todas las encuestas de opinión por diversos márgenes. El día de las elecciones, una tendencia inicial alentadora para Willkie se invirtió rápidamente, y se confirmó un tercer y holgado triunfo para Roosevelt, que obtuvo el 54,74% del voto popular y una mayoría de 449 votos electorales sobre 531. Willkie superó las expectativas con el 44,78% de los votos y 82 electores, obteniendo seis millones de votos más que su predecesor como candidato republicano, Alf Landon. Los republicanos recuperaron su poderío en las zonas rurales del Medio Oeste, obteniendo Willkie más del 57% de los votos agrarios. Roosevelt, sin embargo, continuó siendo una figura hegemónica en las principales urbes del país, triunfando en todas las ciudades con más de 400.000 habitantes excepto Cincinnati, Ohio.
De entre todas las 106 ciudades con más de 100.000 habitantes, Roosevelt obtuvo el 61% de los votos, al mismo tiempo que el 73% de los votos en el Sur. En el resto del país (el norte en general y los pueblos pequeños), Willkie obtuvo una victoria del 53%. En las ciudades, hubo un diferencial de clase, con los votantes de cuello blanco y de clase media apoyando al candidato republicano, y los votantes de clase trabajadora y de cuello azul que optaron por Roosevelt. En el norte, Roosevelt ganó el 87% del voto judío, el 73% de los católicos y el 61% de los no afiliados, mientras que todas las principales denominaciones protestantes representaron una sustancial mayoría para Willkie. De los 3.094 condados y ciudades independientes, Roosevelt ganó en 1.947 (62,93%), mientras que Willkie triunfó en 1.147 (37,07%).
Como resultado de las ganancias de Willkie, Roosevelt se convirtió en el segundo de solo tres presidentes en la historia de los Estados Unidos en ganar la reelección con un porcentaje menor tanto del voto electoral como del voto popular que en las elecciones anteriores, precedido por James Madison en 1812, seguido por Barack Obama en 2012. Andrew Jackson en 1832 y Grover Cleveland en 1892 recibieron más votos electorales pero menos votos populares, mientras que Woodrow Wilson en 1916 recibió más votos populares pero menos votos electorales que en su primera elección.
El hecho de que tanto Willkie como McNary murieran en 1944 (8 de octubre y 25 de febrero), los convierte en la única fórmula presidencial de un partido mayoritario en haber muerto antes de que se completara el período para el que hubieran sido electos de haber ganado. Si los republicanos hubieran triunfado, la muerte de Willkie sin vicepresidente vivo habría resultado en que el Secretario de Estado se convirtiera en presidente interino por el resto del período que finaliza el 20 de enero de 1945, de conformidad con la Ley de Sucesión Presidencial de 1886.
A pesar de su derrota, la irrupción de Willkie como candidato sorpresa resultó en una notoria recuperación del prestigio y la viabilidad electoral del Partido Republicano, aunque faltaran todavía doce años para que volviera a ganar la presidencia. La tarde del 11 de noviembre, menos de una semana después de la elección, Willkie emitió un discurso a todo el país por medio de la radio en el que exhortaba a sus votantes a apoyar al presidente Roosevelt de cara a la situación internacional. El candidato recibió más de 100.000 cartas de estadounidenses lamentando su derrota, diecisiete veces la cantidad que recibió Landon luego de perder en 1936. Su popularidad lo llevó a convertirse en líder nominal de la oposición hasta su muerte, apoyando al gobierno de Roosevelt en el transcurso de la guerra. Tres años más tarde, un sondeo de opinión pública realizado por Gallup determinó que un 60% de los estadounidenses creían que Willkie habría sido un buen presidente.
|  | 54.74 % |

|  | 84.56 % |

|  | 44.78 % |

|  | 15.44 % |

|  | 0.23 % |

|  | 0.12 % |

|  | 0.10 % |

|  | 0.03 % |

|  | 0.00 % |

|  | 100.00 % |

|  | 100.00 % |

### Resultado por estado
|                     |                   | Franklin D. Roosevelt Demócrata | Franklin D. Roosevelt Demócrata | Franklin D. Roosevelt Demócrata | Wendell Willkie Republicano | Wendell Willkie Republicano | Wendell Willkie Republicano | Norman Thomas Socialista | Norman Thomas Socialista | Norman Thomas Socialista | Otros   | Otros | Otros             | Margen    | Margen | Total      | Total |
| State               | votos electorales | #                               | %                               | votos electorales               | #                           | %                           | votos electorales           | #                        | %                        | votos electorales        | #       | %     | votos electorales | #         | %      | #          |       |
| ------------------- | ----------------- | ------------------------------- | ------------------------------- | ------------------------------- | --------------------------- | --------------------------- | --------------------------- | ------------------------ | ------------------------ | ------------------------ | ------- | ----- | ----------------- | --------- | ------ | ---------- | ----- |
| Alabama             | 11                | 250.726                         | 85.22                           | 11                              | 42.184                      | 14.34                       | -                           | 100                      | 0.03                     | -                        | 1.209   | 0.41  | -                 | 208.542   | 70.88  | 294.219    | AL    |
| Arizona             | 3                 | 95.267                          | 63.49                           | 3                               | 54.030                      | 36.01                       | -                           | -                        | -                        | -                        | 742     | 0.49  | -                 | 41.237    | 27.48  | 150.039    | AZ    |
| Arkansas            | 9                 | 158.622                         | 79.02                           | 9                               | 42.121                      | 20.98                       | -                           | -                        | -                        | -                        | -       | -     | -                 | 116.501   | 58.03  | 200.743    | AR    |
| California          | 22                | 1.877.618                       | 57.44                           | 22                              | 1.351.419                   | 41.34                       | -                           | 16.506                   | 0.50                     | -                        | 23.248  | 0.71  | -                 | 526.199   | 16.10  | 3.268.791  | CA    |
| Colorado            | 6                 | 265.554                         | 48.37                           | -                               | 279.576                     | 50.92                       | 6                           | 1.899                    | 0.35                     | -                        | 1.975   | 0.36  | -                 | -14.022   | -2.55  | 549.004    | CO    |
| Connecticut         | 8                 | 417.621                         | 53.44                           | 8                               | 361.819                     | 46.30                       | -                           | -                        | -                        | -                        | 2.062   | 0.26  | -                 | 55.802    | 7.14   | 781.502    | CT    |
| Delaware            | 3                 | 74.599                          | 54.70                           | 3                               | 61.440                      | 45.05                       | -                           | 115                      | 0.08                     | -                        | 220     | 0.16  | -                 | 13.159    | 9.65   | 136.374    | DE    |
| Florida             | 7                 | 359.334                         | 74.01                           | 7                               | 126.158                     | 25.99                       | -                           | -                        | -                        | -                        | -       | -     | -                 | 233.176   | 48.03  | 485.492    | FL    |
| Georgia             | 12                | 265.194                         | 84.85                           | 12                              | 46.360                      | 14.83                       | -                           | -                        | -                        | -                        | 997     | 0.32  | -                 | 218.834   | 70.02  | 312.551    | GA    |
| Idaho               | 4                 | 127.842                         | 54.36                           | 4                               | 106.553                     | 45.31                       | -                           | 497                      | 0.21                     | -                        | 276     | 0.12  | -                 | 21.289    | 9.05   | 235.168    | ID    |
| Illinois            | 29                | 2.149.934                       | 50.97                           | 29                              | 2.047.240                   | 48.54                       | -                           | 10.914                   | 0.26                     | -                        | 9.847   | 0.23  | -                 | 102.694   | 2.43   | 4.217.935  | IL    |
| Indiana             | 14                | 874.063                         | 49.03                           | -                               | 899.466                     | 50.45                       | 14                          | 2.075                    | 0.12                     | -                        | 7.143   | 0.40  | -                 | -25.403   | -1.42  | 1.782.747  | IN    |
| Iowa                | 11                | 578.800                         | 47.62                           | -                               | 632.370                     | 52.03                       | 11                          | -                        | -                        | -                        | 4.260   | 0.35  | -                 | -53.570   | -4.41  | 1.215.430  | IA    |
| Kansas              | 9                 | 364.725                         | 42.40                           | -                               | 489.169                     | 56.86                       | 9                           | 2.347                    | 0.27                     | -                        | 4.056   | 0.47  | -                 | -124.444  | -14.47 | 860.297    | KS    |
| Kentucky            | 11                | 557.222                         | 57.44                           | 11                              | 410.384                     | 42.30                       | -                           | 1.014                    | 0.10                     | -                        | 1.443   | 0.15  | -                 | 146.838   | 15.14  | 970.063    | KY    |
| Luisiana            | 10                | 319.751                         | 85.88                           | 10                              | 52.446                      | 14.09                       | -                           | -                        | -                        | -                        | 108     | 0.03  | -                 | 267.305   | 71.80  | 372.305    | LA    |
| Maine               | 5                 | 156.478                         | 48.77                           | -                               | 163.951                     | 51.10                       | 5                           | -                        | -                        | -                        | 411     | 0.13  | -                 | -7.473    | -2.33  | 320.840    | ME    |
| Maryland            | 8                 | 384.546                         | 58.25                           | 8                               | 269.534                     | 40.83                       | -                           | 4.093                    | 0.62                     | -                        | 1.944   | 0.29  | -                 | 115.012   | 17.42  | 660.117    | MD    |
| Massachusetts       | 17                | 1.076.522                       | 53.11                           | 17                              | 939.700                     | 46.36                       | -                           | 4.091                    | 0.20                     | -                        | 6.680   | 0.33  | -                 | 136.822   | 6.75   | 2.026.993  | MA    |
| Michigan            | 19                | 1.032.991                       | 49.52                           | -                               | 1.039.917                   | 49.85                       | 19                          | 7.593                    | 0.36                     | -                        | 5.428   | 0.26  | -                 | -6.926    | -0.33  | 2.085.929  | MI    |
| Minnesota           | 11                | 644.196                         | 51.49                           | 11                              | 596.274                     | 47.66                       | -                           | 5.454                    | 0.44                     | -                        | 5.264   | 0.42  | -                 | 47.922    | 3.83   | 1.251.188  | MN    |
| Misisipi            | 9                 | 168.267                         | 95.70                           | 9                               | 7.364                       | 4.19                        | -                           | 193                      | 0.11                     | -                        | -       | -     | -                 | 160.903   | 91.51  | 175.824    | MS    |
| Misuri              | 15                | 958.476                         | 52.27                           | 15                              | 871.009                     | 47.50                       | -                           | 2.226                    | 0.12                     | -                        | 2.018   | 0.11  | -                 | 87.467    | 4.77   | 1.833.729  | MO    |
| Montana             | 4                 | 145.698                         | 58.78                           | 4                               | 99.579                      | 40.17                       | -                           | 1.443                    | 0.58                     | -                        | 1.153   | 0.47  | -                 | 46.119    | 18.61  | 247.873    | MT    |
| Nebraska            | 7                 | 263.677                         | 42.81                           | -                               | 352.201                     | 57.19                       | 7                           | -                        | -                        | -                        | -       | -     | -                 | -88.524   | -14.37 | 615.878    | NE    |
| Nevada              | 3                 | 31.945                          | 60.08                           | 3                               | 21.229                      | 39.92                       | -                           | -                        | -                        | -                        | -       | -     | -                 | 10.716    | 20.15  | 53.174     | NV    |
| Nuevo Hampshire     | 4                 | 125.292                         | 53.22                           | 4                               | 110.127                     | 46.78                       | -                           | -                        | -                        | -                        | -       | -     | -                 | 15.165    | 6.44   | 235.419    | NH    |
| Nueva Jersey        | 16                | 1.016.404                       | 51.48                           | 16                              | 944.876                     | 47.86                       | -                           | 2.823                    | 0.14                     | -                        | 10.111  | 0.51  | -                 | 71.528    | 3.62   | 1.974.214  | NJ    |
| Nuevo México        | 3                 | 103.699                         | 56.59                           | 3                               | 79.315                      | 43.28                       | -                           | 144                      | 0.08                     | -                        | 100     | 0.05  | -                 | 24.384    | 13.31  | 183.258    | NM    |
| Nueva York          | 47                | 3.251.918                       | 51.60                           | 47                              | 3.027.478                   | 48.04                       | -                           | 18.950                   | 0.30                     | -                        | 3.250   | 0.05  | -                 | 224.440   | 3.56   | 6.301.596  | NY    |
| Carolina del Norte  | 13                | 609.015                         | 74.03                           | 13                              | 213.633                     | 25.97                       | -                           | -                        | -                        | -                        | -       | -     | -                 | 395.382   | 48.06  | 822.648    | NC    |
| Dakota del Norte    | 4                 | 124.036                         | 44.18                           | -                               | 154.590                     | 55.06                       | 4                           | 1.279                    | 0.46                     | -                        | 870     | 0.31  | -                 | -30.554   | -10.88 | 280.775    | ND    |
| Ohio                | 26                | 1.733.139                       | 52.20                           | 26                              | 1.586.773                   | 47.80                       | -                           | -                        | -                        | -                        | -       | -     | -                 | 146.366   | 4.41   | 3.319.912  | OH    |
| Oklahoma            | 11                | 474.313                         | 57.41                           | 11                              | 348.872                     | 42.23                       | -                           | -                        | -                        | -                        | 3.027   | 0.37  | -                 | 125.441   | 15.18  | 826.212    | OK    |
| Oregón              | 5                 | 258.415                         | 53.70                           | 5                               | 219.555                     | 45.62                       | -                           | 398                      | 0.08                     | -                        | 2.872   | 0.60  | -                 | 38.860    | 8.07   | 481.240    | OR    |
| Pensilvania         | 36                | 2.171.035                       | 53.23                           | 36                              | 1.889.848                   | 46.33                       | -                           | 10.967                   | 0.27                     | -                        | 6.864   | 0.17  | -                 | 281.187   | 6.89   | 4.078.714  | PA    |
| Rhode Island        | 4                 | 182.182                         | 56.73                           | 4                               | 138.653                     | 43.17                       | -                           | -                        | -                        | -                        | 313     | 0.10  | -                 | 43.529    | 13.55  | 321.148    | RI    |
| Carolina del Sur    | 8                 | 95.470                          | 95.63                           | 8                               | 4.360                       | 4.37                        | -                           | 2                        | 0.00                     | -                        | -       | -     | -                 | 91.110    | 91.26  | 99.832     | SC    |
| Dakota del Sur      | 4                 | 131.362                         | 42.59                           | -                               | 177.065                     | 57.41                       | 4                           | -                        | -                        | -                        | -       | -     | -                 | -45.703   | -14.82 | 308.427    | SD    |
| Tennessee           | 11                | 351.601                         | 67.25                           | 11                              | 169.153                     | 32.35                       | -                           | 463                      | 0.09                     | -                        | 1.606   | 0.31  | -                 | 182.448   | 34.90  | 522.823    | TN    |
| Texas               | 23                | 909.974                         | 80.92                           | 23                              | 212.692                     | 18.91                       | -                           | 728                      | 0.06                     | -                        | 1.137   | 0.10  | -                 | 697.282   | 62.01  | 1.124.531  | TX    |
| Utah                | 4                 | 154.277                         | 62.25                           | 4                               | 93.151                      | 37.59                       | -                           | 200                      | 0.08                     | -                        | 191     | 0.08  | -                 | 61.126    | 24.67  | 247.819    | UT    |
| Vermont             | 3                 | 64.269                          | 44.92                           | -                               | 78.371                      | 54.78                       | 3                           | -                        | -                        | -                        | 422     | 0.30  | -                 | -14.102   | -9.86  | 143.062    | VT    |
| Virginia            | 11                | 235.961                         | 68.08                           | 11                              | 109.363                     | 31.55                       | -                           | 282                      | 0.08                     | -                        | 1.001   | 0.29  | -                 | 126.598   | 36.52  | 346.607    | VA    |
| Washington          | 8                 | 462.145                         | 58.22                           | 8                               | 322.123                     | 40.58                       | -                           | 4.586                    | 0.58                     | -                        | 4.979   | 0.63  | -                 | 140.022   | 17.64  | 793.833    | WA    |
| Virginia Occidental | 8                 | 495.662                         | 57.10                           | 8                               | 372.414                     | 42.90                       | -                           | -                        | -                        | -                        | -       | -     | -                 | 123.248   | 14.20  | 868.076    | WV    |
| Wisconsin           | 12                | 704.821                         | 50.15                           | 12                              | 679.206                     | 48.32                       | -                           | 15.071                   | 1.07                     | -                        | 6.424   | 0.46  | -                 | 25.615    | 1.82   | 1.405.522  | WI    |
| Wyoming             | 3                 | 59.287                          | 52.82                           | 3                               | 52.633                      | 46.89                       | -                           | 148                      | 0.13                     | -                        | 172     | 0.15  | -                 | 6.654     | 5.93   | 112.240    | WY    |
| Total:              | 531               | 27.313.945                      | 54.74                           | 449                             | 22.347.744                  | 44.78                       | 82                          | 116.599                  | 0.23                     | -                        | 123.825 | 0.25  | -                 | 4.966.201 | 9.95   | 49.902.113 | US    |